# Las Hurdes

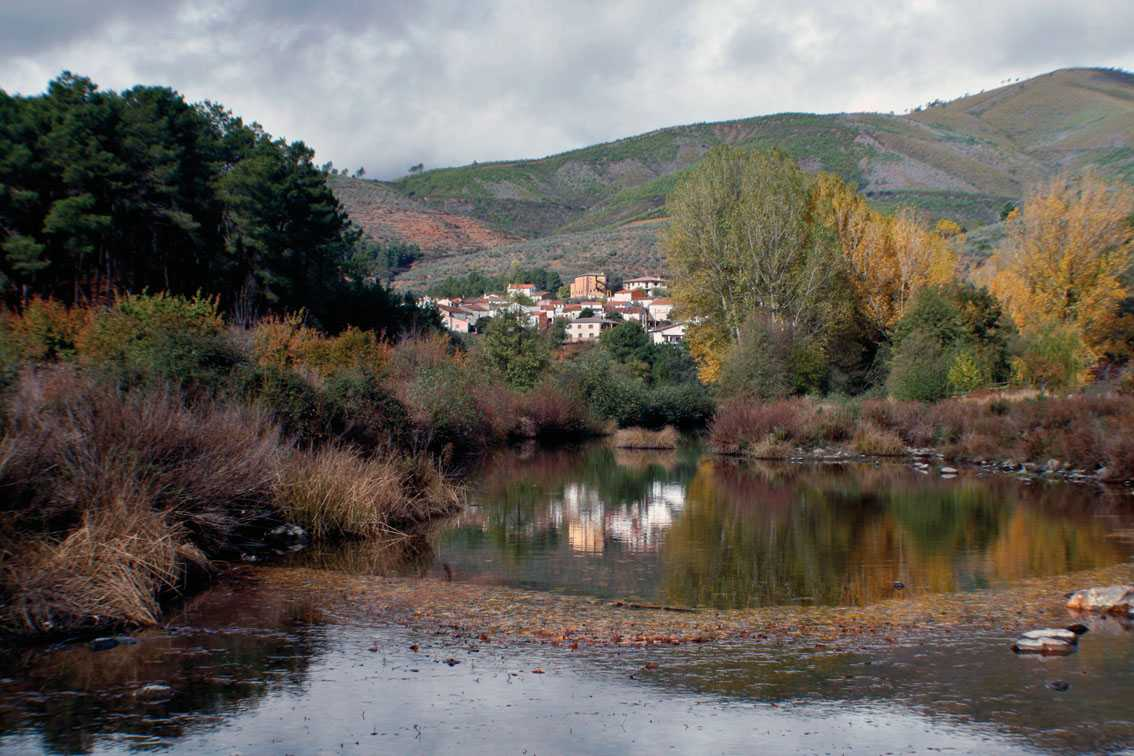
Weiler Sauceda

Las Hurdes ist eine etwa 500 km² umfassende Mittelgebirgslandschaft und ein im Jahr 1996 gegründeter Gemeindeverband (mancomunidad oder comarca) im Norden der spanischen Provinz Cáceres in der Region Extremadura. Die Hurdes haben weltweit eine gewisse Berühmtheit erlangt wegen des im Jahr 1932 von Luis Buñuel gedrehten Dokumentarfilms Las Hurdes – Tierra sin Pan („Land ohne Brot“).

## Lage
Die stark zerklüftete Landschaft der Las Hurdes befindet sich im Iberischen Scheidegebirge im äußersten Norden der Provinz Cáceres an der Grenze zur Nachbarregion Kastilien-León in einer Höhe von rund 400 bis 1300 m, wobei die meisten Siedlungen in Höhen von 450 bis 700 m liegen. Höchste Berge sind der Pico del Mingorro (1627 m) und der Pico de la Boya (1519 m). Ein kleiner Teil im Nordosten der Hurdes wird vom Naturpark Las Batuecas-Sierra de Francia eingenommen. Trotz der nur durchschnittlichen Regenfälle (ca. 570 mm/Jahr) ist die Landschaft von zahlreichen Bächen (arroyos) und kleinen Flüssen (ríos) durchzogen, die allerdings im Sommer und Frühherbst trockenfallen können; der bedeutendste unter ihnen ist der Río Hurdano.

## Gemeinden

Karte der Las Hurdes; nicht enthalten ist die südlichste Gemeinde Casar de Palomero.

Der Gemeindeverband (mancomunidad) besteht aus sechs municipios mit insgesamt 40 Weilern (pedanías) und über 6.000 Einwohnern.
| Gemeinde              | Höhe ü. M. | Fläche km² | Einwohner 1900 | Einwohner 1950 | Einwohner 2017 |
| --------------------- | ---------- | ---------- | -------------- | -------------- | -------------- |
| Caminomorisco         | 475        | 147,1      | 964            | 1.852          | 1.203          |
| Casar de Palomero     | 520        | 36,9       | 1.433          | 2.148          | 1.151          |
| Casares de las Hurdes | 690        | 19,5       | 381            | 922            | 405            |
| Ladrillar             | 680        | 53,0       | 919            | 1.161          | 234            |
| Nuñomoral             | 500        | 94,8       | 1.082          | 2.279          | 1.355          |
| Pinofranqueado        | 450        | 148,9      | 1.092          | 2.023          | 1.785          |

## Wirtschaft

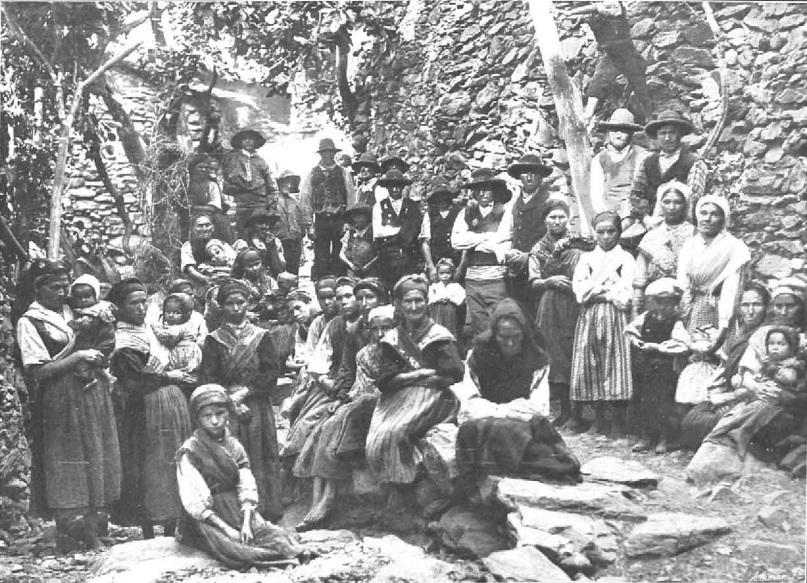
Menschen in Sauceda (vor 1908)

Die traditionelle Selbstversorgungswirtschaft auf den felsigen und kargen Böden der Hurdes basiert auf wenigen Produkten, die man wegen der großen Entfernungen und der schlechten Transportwege kaum auf Märkten verkaufen konnte: Als Grundnahrungsmittel wurde früher hauptsächlich Gerste angebaut, aus welcher kein Brot, sondern Brei oder Suppe hergestellt wurde; darüber hinaus gab es Olivenbäume und Gartengemüse wie Zwiebeln, Karotten, Kohl etc. Im 17./18. Jahrhundert kamen auch Kartoffeln hinzu. Tierische Produkte waren Eier und Honig sowie Milch, Käse und Fleisch von Schafen und Ziegen. Aus Wild- und Hausschweinen stellte man sehr schmackhafte Schinken und Würste her. Wichtigste Handelsprodukte der Region waren jedoch Kork und Holzkohle. Während der Franco-Zeit wurden große Teile der einst abgeholzten Gebirgszonen wieder aufgeforstet. Heute spielt der sommerliche Wander- und Angeltourismus in der wald- und wasserreichen Landschaft der Hurdes eine große Rolle im Wirtschaftsleben der Gemeinden. Bis heute existiert auch der Anbau und die Herstellung von Olivenöl, insbesondere der Sorte Manzanilla Cacereña. Die geschützte Ursprungsbezeichnung Gata-Hurdes für natives Olivenöl Extra ist nach der Landschaft Las Hurdes benannt.

## Geschichte

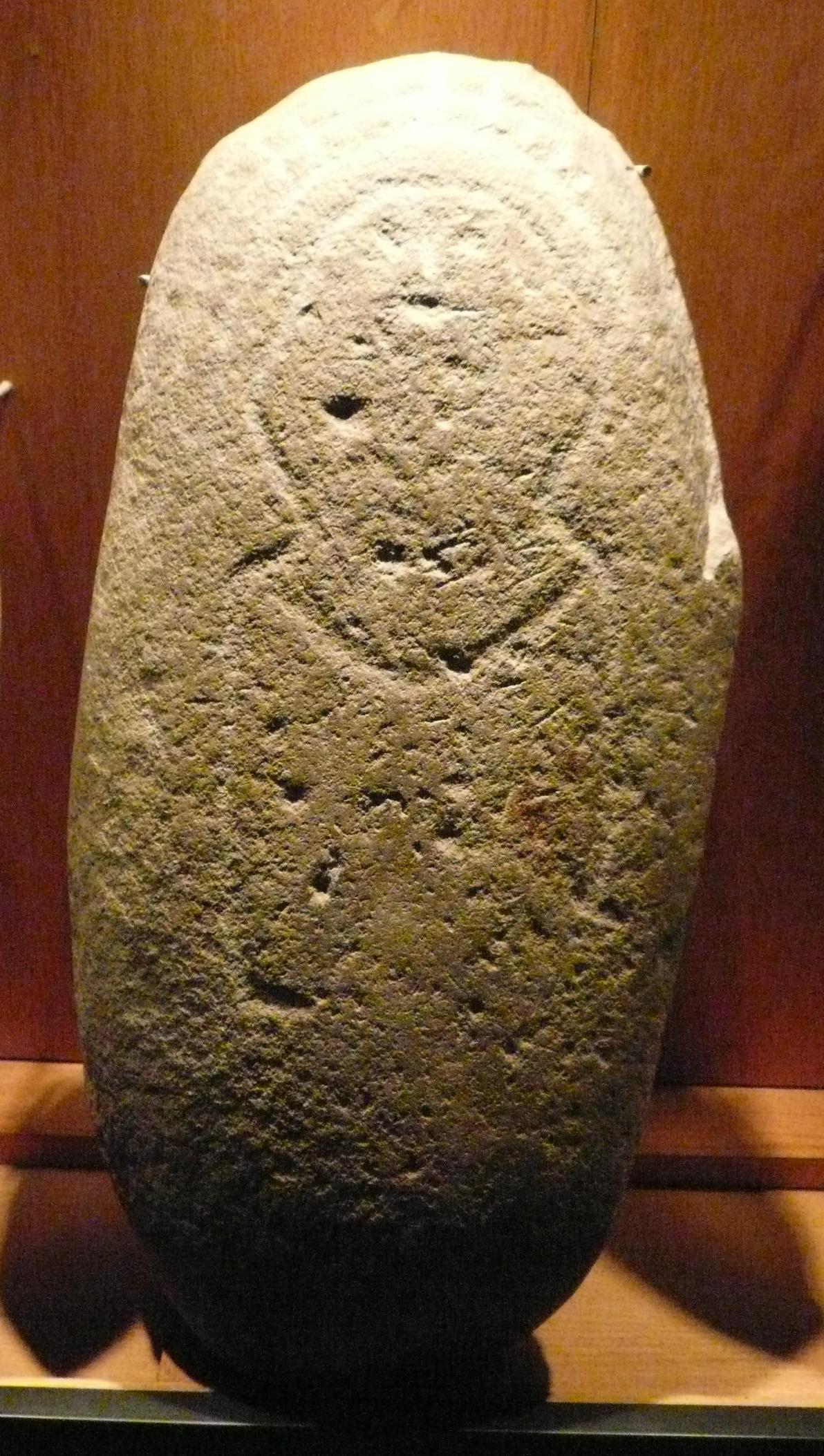
Stele aus Cerezal

Steinzeitliche Jäger und Sammler hinterließen einige Felszeichnungen und eiförmige Stelen mit Einritzungen. Kelten, Römer, Westgoten und Mauren kümmerten sich nur am Rande um diese abgelegene Region, die lange Zeit den Bewohnern der umliegenden Täler als sommerliches Weidegebiet für ihre Herden diente (Transhumanz) und wahrscheinlich erst ab dem Mittelalter nach und nach dauerhaft besiedelt wurde. Im Jahr 1289 wird eine Dehesa de Jurde („Weide der Hurdes“) erstmals urkundlich erwähnt. Der Dramatiker Lope de Vega beschrieb – basierend auf einem Reisebericht – in seinem Stück Las batuecas del Duque de Alba um das Jahr 1634 das Gebiet als weltfremd und gottfern. Erst zu Beginn des 20. Jahrhunderts begann das Interesse von Forschern und Fotografen an der urtümlich gebliebenen Region: So entstand im Jahr 1904 die Zeitschrift Las Hurdes und im Jahr 1908 gründete Francisco Jarrín y Moro, der damalige Bischof von Coria, die Sociedad Esperanza de Las Hurdes. Im Jahr 1914 bereisten der französische Intellektuelle Maurice Legendre und der spanisch-baskische Schriftsteller Miguel de Unamuno die Region. Ihnen folgte im Jahr 1922 der spanische König Alfons XIII. Maurice Legendre veröffentlichte im Jahr 1927 sein Werk Las Jurdes: étude de géographie humaine, welches letztlich den Anstoß für Luis Buñuels Film gab.
Bemerkenswert ist die Tatsache, dass viele Orte auf der nur wenige Kilometer entfernten, zur Provinz Salamanca gehörenden, Nordostseite der Sierra de Francia (z. B. La Alberca, Miranda del Castañar, San Esteban de la Sierra) insgesamt deutlich besser entwickelt sind.

## Lebensumstände

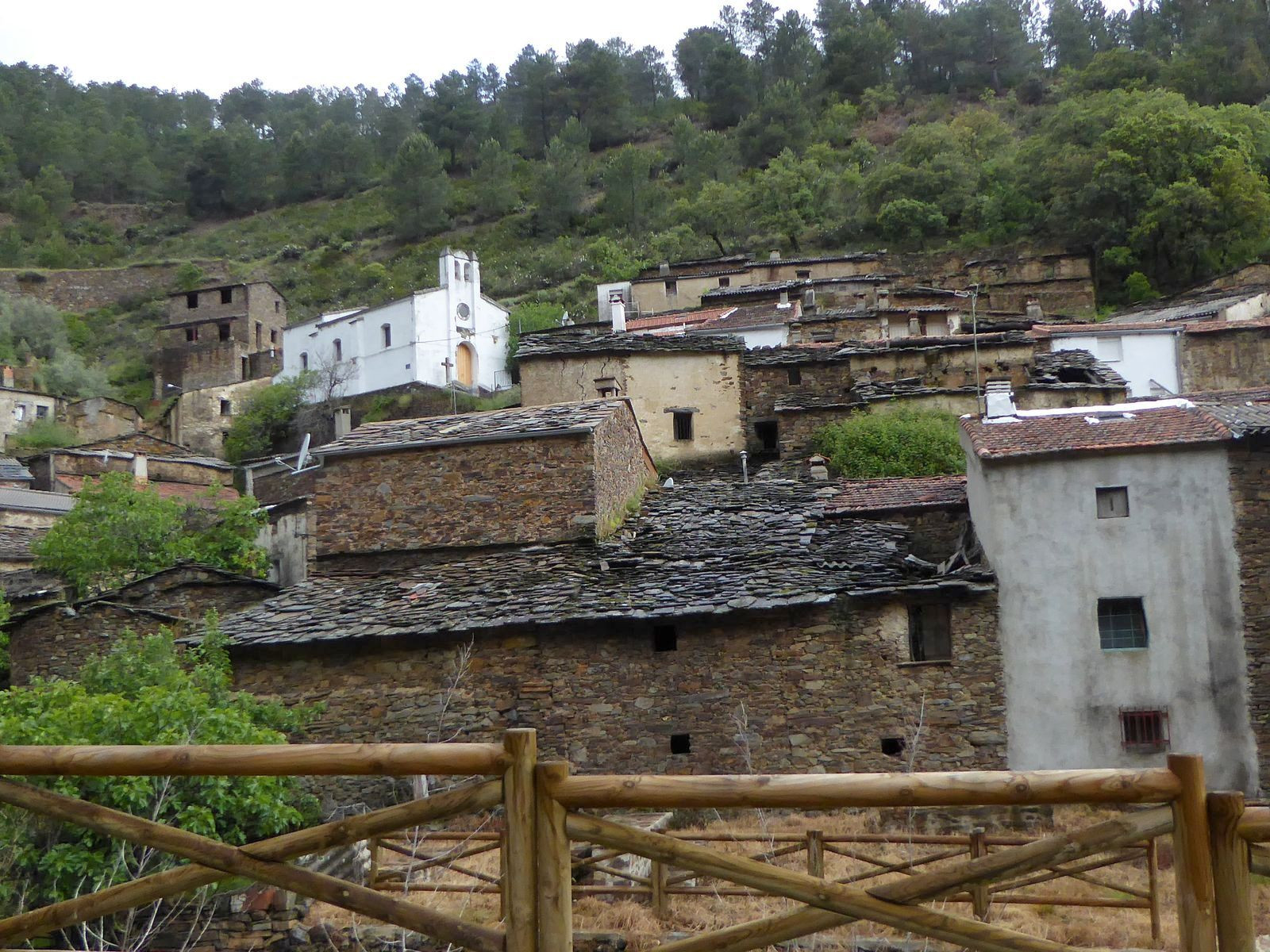
Río Malo de Arriba

Die alten ein- oder zweigeschossigen Häuser vieler Orte befinden sich oft in (teilweise terrassierten) Hanglagen und bestehen aus kleinen bis mittelgroßen Feldsteinen, die man überall aufsammeln konnte und die mit etwas Erde abgedichtet wurden; für die Dächer verwendete man gefundene oder entsprechend behauene Steinschindeln (losas). Die alten Häuser hatten keine Fenster; Tageslicht fiel nur bei geöffneter Tür ins Haus. Der Rauch des Küchenfeuers zog durch die Ritzen des Daches ab; Schornsteine waren unbekannt. Mit den ersten Sonnenstrahlen stand man auf und bei Sonnenuntergang legte man sich schlafen – oft auf Stroh. Wasser holte man sich von einem nahegelegenen Bach, der im Sommer oft zu einer Reihe von brackigen Tümpeln reduziert war. Im Winter fror man; im Sommer breiteten sich Malaria-Epidemien aus. Die Kindersterblichkeit war hoch und die durchschnittliche Lebenserwartung lag bei nur 35 bis 40 Jahren. Kirchen oder Kapellen waren rar und selbst Mönche mieden das Gebiet – so konnten sich verschiedene vorchristlich-abergläubische Bräuche und Heilkünste bis ins frühe 20. Jahrhundert halten.

## Film
Der im Jahr 1932 von Luis Buñuel gedrehte Dokumentarfilm spielt nicht in den Hurdes selbst, sondern in der Umgebung des nördlich angrenzenden salmantischen Ortes La Alberca. Las Hurdes – Land ohne Brot zeichnet das außergewöhnlich harte und beschwerliche Leben der Menschen in den abgelegenen Bergregionen Spaniens nach, wobei manche Szenen auch bewusst übertrieben und schockierend wirken sollten.